# Barthélemy de Ligt
Pour les articles homonymes, voir De Ligt.
Barthélemy de Ligt ou Bartholomeus de Ligt ou Bart de Ligt (né le 17 juillet 1883 à Schalkwijk, Utrecht et mort le 3 septembre 1938 à Nantes) est un antimilitariste et pacifiste libertaire néerlandais.
Pasteur protestant, fils de pasteur, il évolue du christianisme à l'athéisme, et parallèlement, du socialisme à l'anarchisme.
Il déploie, pendant et après la Première Guerre mondiale, une intense activité de soutien aux réfractaires et aux insoumis qui lui vaut plusieurs séjours en prison.
Sa vie durant, il récuse toutes les formes de guerre et de recours à la violence, qu'elle soit « horizontale » (entre les nations et les peuples) ou « verticale » (entre les classes sociales).
De tous les penseurs antiautoritaires non violents, il est celui qui arrive à définir et à organiser sur un plan théorique les nouvelles méthodes de lutte non violente.
Son « Plan de Mobilisation contre la Guerre », en 1934, développe de façon radicalement novatrice pour l’époque la « stratégie et la tactique antimilitariste », en période de paix ou de guerre. Cet ouvrage reste un guide pratique de l’action directe contre la guerre.

## Biographie
Suivant l'exemple de son père Nicolaas Marinus de Ligt, pasteur calviniste, il étudie la théologie à l'université d'Utrecht de 1903 à 1910.
En 1909 ou 1910, il adhère à la Ligue des socialistes chrétiens (Bond van Christen-Socialisten (nl)- BCS).
En 1910, il est nommé pasteur protestant à Nuenen, près de Eindhoven en Brabant hollandais où il déploie une intense activité sociale et diffuse de la littérature socialiste. Il dénonce dans ses textes les positions réactionnaires des églises sur la question sociale (notamment le concept de « charité chrétienne ») et leur soutien aux classes sociales dominantes (Profeet en volksfeest, Amsterdam 1913), la guerre et l'impérialisme (Profeet en volksnood, Amsterdam 1914).

### Activiste antimilitariste
En 1914, il manifeste sa foi et ses convictions pacifistes dans ses sermons contre la mobilisation et la Première Guerre mondiale.

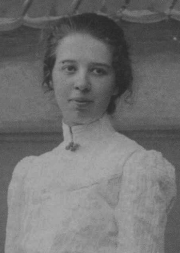
Clara Wichmann.

Progressivement, il se sépare de l’Église et évolue du pacifisme chrétien vers l'antimilitarisme et le socialisme libertaire. Sa rencontre avec Clara Wichmann joue un rôle important dans cette évolution,.
En 1915, il est le co-auteur d'une brochure, De Schuld der Kerken (La dette des Églises) où il affirme que la plupart des dirigeants de l'Église et les pasteurs sont en partie responsables de la guerre en raison de leur glorification du nationalisme et du militarisme, ce qui lui vaut d’être désavoué par sa hiérarchie de l'Église réformée néerlandaise et banni de son domicile, de sa paroisse et d'une partie du territoire des Pays-Bas.
En septembre 1915, il signe le Dienstweigeringsmanifest (nl) (Manifeste contre le service militaire) en soutien aux réfractaires et aux insoumis. En mars 1916, il est condamné à 15 jours de prison.
Le 6 juin 1915, prononce un sermon radicalement antimilitariste lors de l'office de la Pentecôte et est banni, sans procès, des provinces du Sud des Pays-Bas par les autorités militaires.
Au printemps 1917, il est expulsé des provinces d'Overijssel et Gueldre. Il donne de nombreuses conférences, y compris la Internationale School voor Wijsbegeerte (nl) (École internationale de philosophie) de Amersfoort.
En 1919, il rompt définitivement avec les socialistes chrétiens du BCS.

### Activiste anarchiste
Comme nombre de libertaires de l'époque, il accueille avec enthousiasme la révolution russe d'octobre 1917; avant de prendre rapidement conscience de la brutalité et de l'oppression du nouveau pouvoir bolchevique : l'État « communiste » a la même nature coercitive et violente que les autres États. La conférence anarchiste à Berlin du 25 au 31 décembre 1921 confirme ses intuitions.
Dans la brochure Anarchisme en revolutie (Anarchisme et révolution, Baarn, 1922), il rappelle l'importance, dans une situation révolutionnaire, de mettre en accord les buts et les moyens. Contre la centralisation et la « dictature du prolétariat », il réaffirme les principes antiautoritaires d'autogestion, d'autonomie et de fédéralisme libertaire qu'il considèrent fondamentalement supérieurs au marxisme.

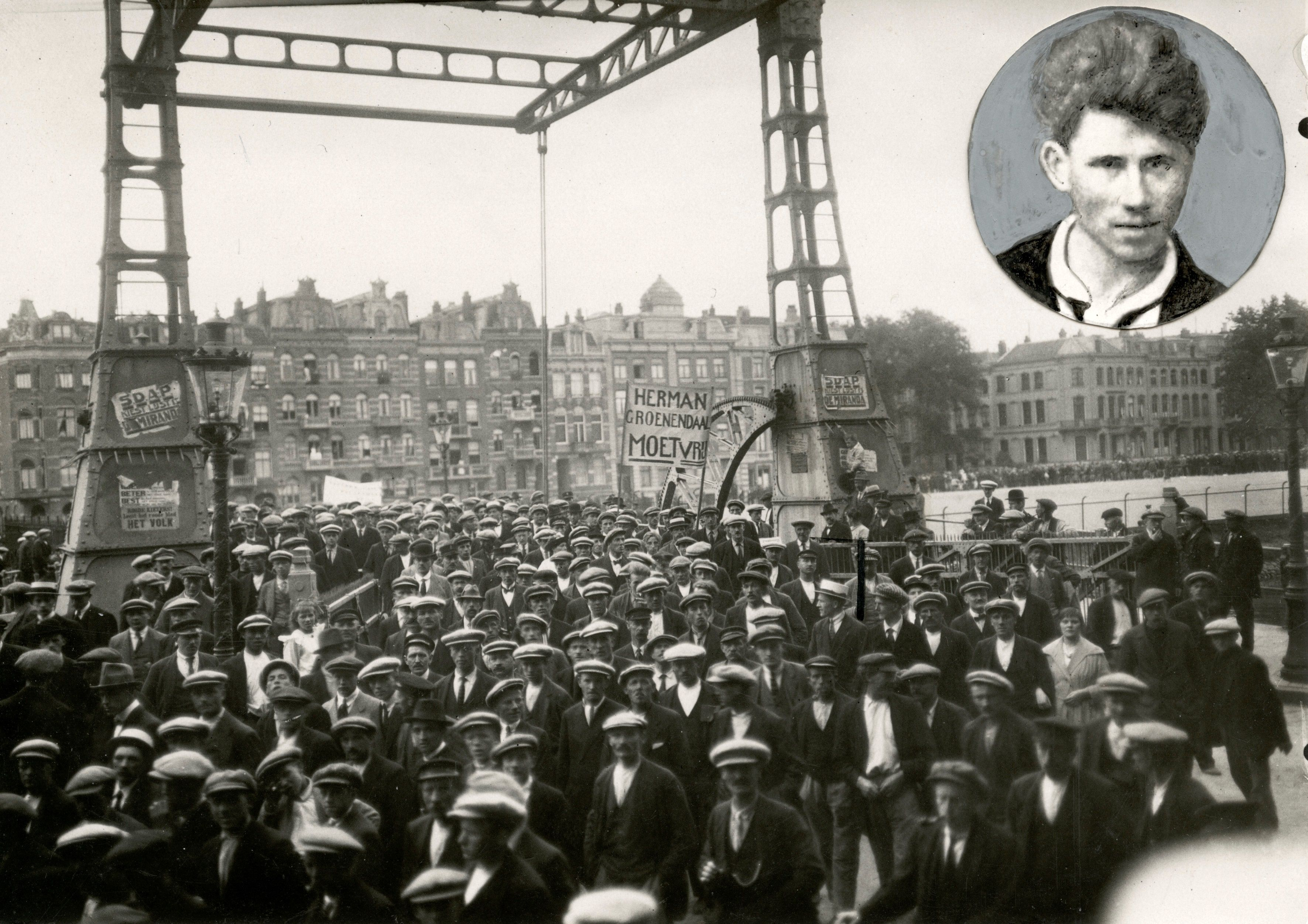
Manifestation antimilitariste à Amsterdam, en 1921, en soutien à Herman Groenendaal, objecteur de conscience emprisonné et gréviste de la faim. (Source : Het Leven)

En 1921, à la suite d'un meeting de soutien à la grève de la faim de l’objecteur de conscience Herman Groenendaal (nl), il est poursuivi et condamné à 26 jours de prison avec Albert de Jong pour « appel à la révolte ».

Logo de l'Internationale des résistant(e)s à la guerre : le fusil brisé.

Il participe à l'Association Internationale Antimilitariste (AIA) fondée, à l'initiative de Ferdinand Domela Nieuwenhuis, le 28 juin 1904 à la suite du Congrès antimilitariste d'Amsterdam, puis à l'Internationale des résistant(e)s à la guerre, fondée en 1921 lors des rencontres de Bilthoven aux Pays-Bas.
En 1924, il est parmi les fondateurs de la  Sociaal-Anarchistisch Verbond (Fédération anarchiste sociale) et prend en charge la rédaction du journal De Vrije Samenleving (La société libre).
Le 27 juillet 1924, à la Maison du Peuple de La Haye, il est un des orateurs aux côtés de Rudolf Rocker, Emma Goldman et Pierre Ramus, lors du meeting d'anniversaire des 20 ans de la création de l'AIA.

### Exil en Suisse
En 1925, il quitte les Pays-Bas pour s'installer en Suisse, près de Genève. Il y noue des correspondances avec Gandhi, Nehru, Albert Einstein et Aldous Huxley.
Il continue son travail éditorial, De Wedergeboorte van Maria (La renaissance de Marie, Arnhem, 1926) sur l'émancipation des femmes par elles-mêmes ; Vrede als daad (La paix et l'action, Arnhem, 1931-1933), une histoire du mouvement pacifiste radical ; et, enfin, une biographie du philosophe et humaniste des Pays-Bas bourguignons, Érasme (Erasmus : begrepen uit de geest der renaissance, Arnhem, 1936), considéré comme l’une des figures majeures de la culture européenne.
À partir de 1930, il devient le rédacteur de Bevrijding (Libération).
En 1934, il publie à Nieuwe Niedorp, la brochure Godsdienst en atheïsme (Religion et athéisme).
Il est également le fondateur de l'Association des intellectuels révolutionnaires (1919-1922) ainsi que du Bureau international antimilitariste, qui propose en 1934 un « Plan de mobilisation contre toute guerre ».
En 1937, dans la brochure Le problème de la guerre civile, il exprime publiquement ses critiques sur les choix militaires des anarcho-syndicalistes de la Confédération nationale du travail pendant la guerre d'Espagne.

### Théoricien de la résistance non violente
En 1929, il écrit son manuel de résistance passive traduit et publié en 1935 en français (Pour vaincre sans violence) et en anglais en 1937 (The Conquest of Violence), préfacé par Aldous Huxley, qui a une grande influence sur les pacifistes anglais et américains, les conduisant à adopter un point de vue anarchiste.

« S'il y a des conflits armés entre les pouvoirs réactionnaires et les masses en révolte, les tenants de l'action révolutionnaire non violente sont toujours du côté des révoltés, même quand ceux-ci ont recours à la violence »

— Barthélemy de Ligt, Pour vaincre sans violence, 1935

## Œuvres en français
- Barthélemy de Ligt, Contre la guerre nouvelle, Paris, Marcel Rivière, 1928, 231 p. (lire en ligne)Préf. de Marianne Rauze
- Barthélemy de Ligt, La paix créatrice : histoire des principes et des tactiques de l'action directe contre la guerre, Paris, Marcel Rivière, 1934, 536 p.2 volumes
- Barthélemy de Ligt, Mobilisation contre toute guerre !, Bruxelles, Pensée et action, 1934, 52 p.Préf. Hem Day. Trad. de l'anglais. Discours tenu devant l’Internationale des résistants à la guerre, à Welwyn (Herts, UK), le 29 juillet 1934.
- Barthélemy de Ligt, Pour vaincre sans violence : réflexions sur la guerre et la révolution, Paris, G. Mignolet et Storz, 1935, 254 p.Trad. du hollandais par Irène Laroche. Traduit en anglais (London, Pluto Press, 1989), extraits en ligne.
  - Réédition : Ressouvenances, 2023, 254 p.
- Barthélemy de Ligt, Le Problème de la guerre civile, Bruxelles, Pensée et action, 1937, 16 p.Trad. de l’anglais. Discours tenu devant l’Internationale des résistants à la guerre, à Copenhague en juillet 1937. Postface d’octobre 1937.